# Rita Kőbán
Rita Kőbán   (Budapest, 10 d'abril de 1965) és una piragüista hongaresa, ja retirada, guanyadora de sis medalles olímpiques i vint-i-sis medalles mundials.

## Carrera esportiva
Va participar, als 23 anys, en els Jocs Olímpics d'Estiu de 1988 celebrats a Seül (Corea del Sud), on va aconseguir guanyar, en la modalitat d'aigües tranquil·les amb caiac, la medalla de plata en la prova de K-4 500 m., finalitzant així mateix quarta en la prova de K-1 500 metres. En els Jocs Olímpics d'Estiu de 1992 celebrats a Barcelona (Catalunya) aconseguí guanyar medalles en les tres proves que disputà, la medalla d'or en la prova de K-4 500 m., la medalla de plata en el K-1 500 m. i la medalla de bronze en el K-2 500 metres. En els Jocs Olímpics d'Estiu de 1996 realitzats a Atlanta (Estats Units) guanyà la medalla d'or en la prova de K-1 500 metres, i finalitzà quarta en la prova de K-2 500 metres. En els Jocs Olímpics d'Estiu de 2000 realitzats a Sydney (Austràlia), la seva última participació olímpica, guanyà la medalla de plata en el K-4 500 metres i finalitzà sisena en el K-1 500 metres.
Al llarg de la seva carrera ha guanyat, així mateix, 26 medalles en el Campionat del Món de piragüisme: nou medalles d'or, deu de plata i set de bronze.